# Rémora des espadons
Remora brachyptera
Espèce
Statut de conservation UICN

 LC  : Préoccupation mineure
Le Rémora des espadons (Remora brachyptera) est une espèce de poissons pilotes de la famille des Echeneidae.